# ペプトン
ペプトンとはタンパク質を加水分解して得られるアミノ酸および低分子量のペプチドの混合物の総称である。通常は酵素により加水分解したものを指すが、酸で非酵素的に加水分解したものをペプトンと呼ぶこともある。

## 生理学
生理的には、食事由来のタンパク質が胃でペプシンにより消化されたものである。これはさらに膵臓で分泌される膵液や空腸で分泌される腸液により、アミノ酸に消化される。
1836年にテオドール・シュワンが消化酵素ペプシンの存在を提唱したあと、ペプシンによる化学変化を明らかにしようとしたLouis Mialheは、1846年にペプシンの作用でアルブミンが動物膜を透過可能な物質に変化することを示し、これにalbuminosesあるいはalbumosesと名付けた。同じものを1849年にカール・ゴットヘルフ・レーマンがペプトンと名付け、さらにFriedrich Wilhelm Kühneとその弟子たちによって、ペプトンが化学的に不均質な混合物であることが示された。

## 微生物学
微生物のアミノ酸源として適しているため、培地においてしばしば添加される。微生物のうちでもとくに細菌は分子量の大きなタンパク質自体を細胞内に取り込むことができず、プロテアーゼを分泌してアミノ酸に分解して吸収する必要がある。しかし腸内細菌など、タンパク質を基質とするような酵素をほとんど生産しない細菌は、タンパク質をそのまま培地に添加しても利用できない。ペプトン中のアミノ酸は直ちに利用可能であるし、多くの細菌はペプチドを基質とする酵素を分泌することができるので、ペプトンは細菌のアミノ酸源として適している。また原料は精製タンパク質ではないのが普通であり、そのため炭水化物やビタミン、ミネラルなども含まれている。
ペプトンの成分は、原料、消化酵素、製造工程などによって大きく異なる。よく使われているペプトンの特徴を以下に挙げる。
カゼインペプトン
牛乳のカゼインを原料とし、トリプシンやパンクレアチンで消化する。トリプトファンが多く、含硫アミノ酸に乏しい。培地成分としてとくに有名なものがトリプトンである。普通ペプトンとは呼ばないがよく似たものでカザミノ酸がある。これはカゼインを塩酸で加水分解し、アミノ酸までほぼ完全に分解したものである。
獣肉ペプトン
獣肉を原料とし、ペプシンやパパインで消化する。カゼインペプトンとは逆に、トリプトファンが少なく、含硫アミノ酸に富む。またビタミンや増殖因子を多く含んでおり、なかでも心筋を原料としたものは増殖促進効果が高い。
ゼラチンペプトン
ゼラチンを原料とする。炭水化物をほとんど含まない。
大豆ペプトン
大豆粉を原料としパパインで消化する。炭水化物やビタミンを多く含む。
BSEに対する懸念から、とくに製造目的では植物由来のペプトンが好まれるようになっている。その場合は、消化する酵素も植物系もしくは微生物系が使用される。